# آناهیت (فیلم)
«آناهیت» (ارمنی: Անահիտ) یک فیلم ماجراجویی به کارگردانی هامو بیک-نازاریان است که در سال ۱۹۴۷ منتشر شد.

## بازیگران
- هراچیا نرسیسیان
- آوت آوتیسیان
- O. Buniatyan
- متاکسیا سیمونیان
- Ye. Sebar
- فرونزه دولاتیان
- B. Isahakyan
- داویت مالیان
- Kh. Abrahamyan
- Shara Talyan
- آرام آمیربکیان
- Vaghinak Marguni